# Sándor Szomori
Sándor Szomori (tysk: Sandor Stroß, 6. november 1910 i Budapest – 27. oktober 1989 i Budapest) var en ungarsk udendørshåndboldspiller som deltog under Sommer-OL 1936.
Han var en del af det ungarske udendørshåndboldhold, som kom på en fjerdeplads i den olympiske turnering. Han spillede i tre kampe.